# Nevil Sidgwick
Pour les articles homonymes, voir Sidgwick.
Nevil Vincent Sidgwick, né le 8 mai 1873 à Oxford et mort le 15 mars 1952 dans cette même ville, est un théoricien de la chimie connu principalement pour sa contribution significative à la théorie de la valence.

## Biographie
Après des études à la Rugby School, Sidgwick poursuit sa formation à la Christ Church avant d'obtenir un doctorat à l'université de Tübingen. Il est nommé fellow au Lincoln College d'Oxford en 1901. Il est élu membre de la Royal Society en 1922. Il est professeur de chimie de 1935 à 1945.
En 1914, Sidgwick rencontre Ernest Rutherford en Australie, rencontre qui l'amène à s'intéresser à la structure atomique et à leurs liaisons chimiques, notamment avec la notion de liaison covalente de coordination. Ses travaux et ceux de ses étudiants démontrent l'importance de la liaison hydrogène. En 1927 il propose l'effet de paire inerte qui décrit la stabilité des atomes lourds du bloc p dans un état d'oxydation deux de moins que le maximum. En 1940 il remarque avec Herbert Marcus Powell qu'il y a corrélation entre la géométrie moléculaire et le nombre d'électrons de valence sur un atome central, notion qui menera en 1958 à la théorie VSEPR de Gillespie et Nyholm.

## Publications
- The Organic Chemistry of Nitrogen, 1910.
- The Electronic Theory of Valency, 1927.
- Some Physical Properties of the Covalent Link in Chemistry, 1933
- The Chemical Elements and their Compounds , 1950.